# Maxine Nightingale

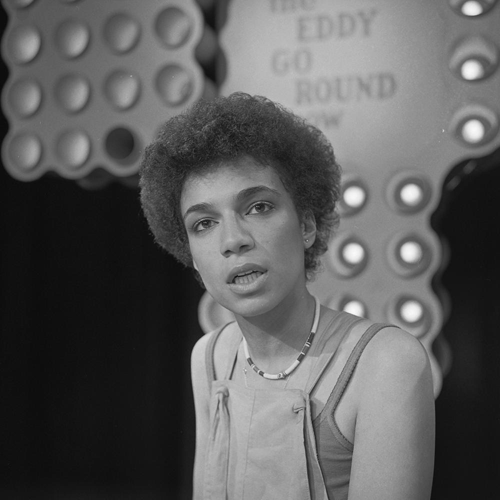
Maxine Nightingale (1976)

Maxine Nightingale (* 2. November 1952 in Wembley, Vereinigtes Königreich) ist eine britische Disco- und Soulsängerin, die am bekanntesten durch ihren 1975er Millionenseller Right Back Where We Started From ist.

## Leben
Maxine Nightingale nahm ihre ersten Schallplatten 1968 auf. In den frühen 1970er Jahren spielte sie in verschiedenen Produktionen von Hair, Jesus Christ Superstar und Godspell.
Sie sang auch auf dem 1975 erschienenen Album Raindog von Stomu Yamashta. Im Jahr 1975 nahm sie das Album Right Back Where We Started From auf, und mit der gleichnamigen Discoproduktion gelang ihr ein Welthit (UK Platz 8, USA Platz 2).
Es folgten weitere Hits wie Love Hit Me (Platz 11 der UK-Charts 1977) oder Lead Me On, mit dem sie 1978 auch in Amerika an ihren Erfolg anknüpfen konnte (Platz 5 der Billboard-Charts). Ihr letzter Hit in den R&B-Charts war Turn to Me, ein Duett mit Jimmy Ruffin.
Später wandte sie sich verstärkt Jazz und Rhythm and Blues zu.

## Diskografie

### Alben
| Jahr | Titel                             | Höchstplatzierung, Gesamtwochen, AuszeichnungChartplatzierungen (Jahr, Titel, Platzierungen, Wochen, Auszeichnungen, Anmerkungen) | Höchstplatzierung, Gesamtwochen, AuszeichnungChartplatzierungen (Jahr, Titel, Platzierungen, Wochen, Auszeichnungen, Anmerkungen) | Anmerkungen |
| Jahr | Titel                             | US | R&B | Anmerkungen |
| ---- | --------------------------------- | --- | --- | ----------- |
| 1975 | Right Back Where We Started From  | US65 (9 Wo.)US | R&B38 (3 Wo.)R&B |             |
| 1978 | Love Lines (UK) / Lead Me On (US) | US45 (18 Wo.)US | R&B35 (10 Wo.)R&B |             |
| 1982 | It’s a Beautiful Thing            | US176 (4 Wo.)US | R&B35 (10 Wo.)R&B |             |

Weitere Alben
- 1977: Night Life
- 1980: Bittersweet
- 1986: Cry For Love

### Singles
| Jahr | Titel Album                                           | Höchstplatzierung, Gesamtwochen, AuszeichnungChartplatzierungen (Jahr, Titel, Album, Platzierungen, Wochen, Auszeichnungen, Anmerkungen) | Höchstplatzierung, Gesamtwochen, AuszeichnungChartplatzierungen (Jahr, Titel, Album, Platzierungen, Wochen, Auszeichnungen, Anmerkungen) | Höchstplatzierung, Gesamtwochen, AuszeichnungChartplatzierungen (Jahr, Titel, Album, Platzierungen, Wochen, Auszeichnungen, Anmerkungen) | Höchstplatzierung, Gesamtwochen, AuszeichnungChartplatzierungen (Jahr, Titel, Album, Platzierungen, Wochen, Auszeichnungen, Anmerkungen) | Anmerkungen      |
| Jahr | Titel Album                                           | DE | UK | US | R&B | Anmerkungen      |
| ---- | ----------------------------------------------------- | --- | --- | --- | --- | ---------------- |
| 1975 | Right Back Where We Started From                      | DE38 (2 Wo.)DE | UK8 (8 Wo.)UK | US2 Gold · (20 Wo.)US | R&B46 (11 Wo.)R&B |                  |
| 1976 | Gotta Be The One Right Back Where We Started From     | — | — | US53 (8 Wo.)US | — |                  |
| 1977 | Love Hit Me Night Life                                | — | UK11 (8 Wo.)UK | — | — |                  |
| 1979 | Lead Me On Love Lines / Lead Me On                    | — | — | US5 Gold · (23 Wo.)US | R&B37 (15 Wo.)R&B |                  |
| 1979 | (Bringin’ Out) The Girl in Me Love Lines / Lead Me On | — | — | US73 (5 Wo.)US | — |                  |
| 1982 | Turn to Me It’s A Beautiful Thing                     | — | — | — | R&B17 (15 Wo.)R&B | mit Jimmy Ruffin |

Weitere Singles
- 1985: My Heart Knows

## Auszeichnungen für Musikverkäufe
| Goldene Schallplatte - Kanada - 1976: für die Single Right Back Where We Started From |

Anmerkung: Auszeichnungen in Ländern aus den Charttabellen bzw. Chartboxen sind in ebendiesen zu finden.
| Land/RegionAuszeichnungen für Musikverkäufe (Land/Region, Auszeichnungen, Verkäufe, Quellen) | Gold     | Platin | Verkäufe  | Quellen         |
| -------------------------------------------------------------------------------------------- | -------- | ------ | --------- | --------------- |
| Kanada (MC)                                                                                  | Gold1    | —      | 75.000    | musiccanada.com |
| Vereinigte Staaten (RIAA)                                                                    | 2× Gold2 | —      | 2.000.000 | riaa.com        |
| Insgesamt                                                                                    | 3× Gold3 | —      |           |                 |